# Autonoe (Tochter des Danaos)
Autonoe (altgriechisch Αὐτονόη Autonóē) ist in der griechischen Mythologie eine der Danaiden, der 50 Töchter des Danaos. Ihre Mutter war die Najade Polyxo.
Sie heiratete Eurylochos, den Sohn des Aigyptos und der Najade Kaliadne. Wie ihre Schwestern erdolchte sie auf Befehl des Vaters den Bräutigam in der Hochzeitsnacht. 

## Quelle
- Bibliotheke des Apollodor 2,1,5,7